# 12 podmínek k dědictví
12 podmínek k dědictví (anglicky The Ultimate Gift) je americký film vycházející ze stejnojmenného románu Jima Stovallse, vydaného 9. března 2007 v 816 kinech.
V roce 2013 měl premiéru film The Ultimate Life, který volně navazuje na děj filmu 12 podmínek k dědictví.

## Děj
Když Red Stevens (James Garner) zemřel, myslel si Jason a ostatní Redovi potomci, že zdědí velké jmění. Při čtení závěti byli všichni pozůstalí velmi překvapeni a i když jim Red odkáže slušnou část svého majetku, nejsou spokojeni. Největší překvapení potká Jasona, kterému Red odkázal většinu svého majetku, ovšem když splní úkoly, které mu prostřednictvím videa udělí. Jason se nejdříve dostane na ranč v Texasu, kde bude měsíc pracovat. Poté přijde o všechny své peníze i majetek, přičemž přijde o přítelkyni, a v parku se seznámí s Alexií (Alli Hillisová) a její dcerou Emily (Abigail Breslinová), která trpí leukémií. První peníze, které z dědictví získá je 1500 dolarů, které musí někomu věnovat a když se dozví, že Alexia dluží na nájemném 1600 dolarů, zaplatí její dluh (zbylých 100 dolarů si vyžebrá na ulici), za což je mu Alexia vděčná. Dostane se i do Jižní Ameriky, kde bude pracovat v knihovně, kterou vybudoval jeho dědeček, dozví se pravdu o smrti svého otce a zajmou ho překupníci drog. Nakonec se mu podaří uprchnout ze zajetí. Emily vynahradí Vánoce, které chtěli prožít spolu, na ranči v Texasu. Jsou mu vráceny peníze i majetek a vyplacen šek na 100 milionů dolarů. Jakmile jeho bývalá přítelkyně zjistí, že má zase peníze, chce se k němu vrátit, ale on ji odmítá. Ihned rozjíždí stavbu centra pro nemocné děti a jejich rodiny nazvané Emilyin dům. Krátce na to Emily umírá. Jason předčil Redova očekávání a je mu vydáno veškeré jeho dědictví. Nakonec Redovi odpustí za smrt svého otce.

### 12 darů
1. Dar práce (The Gift of Work)
2. Dar problémů (The Gift of Problems)
3. Dar přátelství (The Gift of Friends)
4. Dar štědrosti (The Gift of Giving)
5. Dar vděčnosti (The Gift of Gratitude)
6. Dar rodiny (The Gift of Family)
7. Dar vzdělání (The Gift of Learning)
8. Dar hodnoty peněz (The Gift of Money)
9. Dar smíchu (radosti) (The Gift of Laughter)
10. Dar dne (The Gift of a Day)
11. Dar snů (The Gift of Dreams)
12. Dar lásky (The Gift of Love)

## Lokality
Kromě simulované Jihoamerické krajiny se film natáčel v Severní Karolíně, konkrétně v Charlotte.